# Südösterbotten (Verwaltungsgemeinschaft)

Lage der Verwaltungsgemeinschaft Südösterbotten in Finnland

Die Verwaltungsgemeinschaft Südösterbotten (schwedisch Sydösterbotten, finnisch Suupohjan rannikkoseutu, wörtlich ‚Suupohjas Küstenregion‘) ist eine von vier Verwaltungsgemeinschaften (seutukunta) der finnischen Landschaft Österbotten. Zu ihr gehören die drei folgenden Städte:
- Kaskinen
- Kristinestad
- Närpes